# Lisbeth Davidsen
Lisbeth Davidsen (født 1965 i Torup ved Hundested) er en dansk journalist og livereporter på TV 2 NEWS.
Hun er opvokset på Fyn, og blev uddannet journalist fra Danmarks Journalisthøjskole i Århus i 1989. Som nyuddannet arbejdede hun som krigskorrespondent i det tidligere Jugoslavien samt på Balkan og i Mellemøsten. I 1992 flyttede hun til Rom, hvor hun har fungeret som korrespondent for Berlingske Tidende, Information og Weekendavisen – og senest for Politiken og TV 2. Samarbejdet med TV 2 begyndte i 1993. I starten fungerede Davidsen som assistance for TV 2's rejsende korrespondenter Ulla Terkelsen, Svenning Dalgaard og Thorkild Dahl, men fra januar 2004 arbejdede hun som selvstændig reporter. I 2007 vendte hun hjem til Danmark for at blive studievært på TV 2 NEWS. Siden september 2010 har hun været live-reporter på News og Nyhederne.
Hun er gift med Nicholas, der også er journalist. Parret har to børn, Laura, født 2000, og Lucas, født 2001.